# 南丰州 (元朝)
南丰州，元朝时设置的州。
唐朝设立南丰县，隶抚州。宋朝改隶建昌军。元世祖至元十九年（1282年），升为南丰州，直隶江西行省。户二万五千七十八户，一十二万八千九百口。明朝改为南丰县，属于建昌府。